# Miguel Núñez de Prado
Miguel Núñez de Prado   (Montilla, 30 de març de 1882 - Pamplona, 24 de juliol de 1936) va ser un militar espanyol, afusellat pels revoltats al començament de la Guerra Civil.

## Biografia
Procedia de l'arma de Cavalleria. Va participar en la guerra del Rif, amb el grau de Tinent Coronel, al comandament dels Regulars de Melilla. El 1923 es va integrar en l'Aeronàutica Militar.
Pel seu heroisme, va obtenir la Medalla Militar Individual. Durant la dictadura de Primo de Rivera, va intervenir en diverses conspiracions per a proclamar la República. Entre 1926 i 1931 va ser governador de la Guinea Espanyola.
Durant la República, Núñez de Prado, membre de la maçoneria, es va afiliar a la Unió Militar Republicana Antifeixista. Núñez de Prado, ja general, era el director general de la policia el febrer de 1936 i juntament amb el general Pozas, director general de la Guàrdia Civil, es va oposar als intents de Franco, cap de l'Estat Major, de decretar la llei marcial i donar un cop d'estat, durant la crisi del 17-19 de febrer, després de la primera volta de les eleccions, en les quals havia triomfat el Front Popular.
El nou govern el va nomenar director general d'Aeronàutica (que integrava en aquell temps a les forces aèries militars i navals, i a l'aviació civil), procedint a desmuntar els possibles nuclis conspiradors, el que va permetre que la major part de la forces aèries romanguessin fidels al Govern republicà al produir-se el cop d'estat que va donar lloc a la Guerra Civil espanyola.
La matinada del 18 de juliol, va ser nomenat inspector general de l'Exèrcit. En aquestes hores incertes, Núñez de Prado es va dirigir amb avió a Saragossa, encara no formalment revoltada a fi de persuadir al general Cabanellas, que comandava la V Divisió Orgànica, que no s'unís a la revolta. A l'arribar a Saragossa, el van fer detenir, sent reclòs a l'Acadèmia Militar. Dies més tard va ser traslladat a Pamplona i entregat al general Mola, qui poc temps després va ordenar el seu afusellament. Altres historiadors també assenyalen en les seves obres que Núñez de Prado va ser detingut i posteriorment executat. No obstant això, Michael Alpert sosté que no hi ha base documental per afirmar que fos executat i assenyala la possibilitat que simplement fos assassinat.